# Sheldon Wolin
Sheldon Sanford Wolin (Chicago, Illinois, 4 de agosto de 1922-Salem, Oregón, 21 de octubre de 2015) fue un filósofo, politólogo y escritor sobre política contemporánea. Era profesor emérito en la Universidad de Princeton, en Estados Unidos. 

## Biografía
Durante la Segunda Guerra Mundial sirvió como piloto de bombarderos. En 1950 recibió el doctorado en la Universidad de Harvard por una disertación titulada "Conservatism and Constitutionalism: A Study in English Constitutional Ideas, 1760–1785". Enseñó en la Universidad de California de 1954 a 1970. Fue profesor emérito de Política en la Universidad de Princeton de 1973 a 1987. 
Fue profesor eventual en distintas universidades de Estados Unidos, Europa y Japón, y formó a diversos politólogos hoy influyentes en los Estados Unidos. Sheldon Wolin era considerado[¿por quién?] el más destacado teórico norteamericano de la democracia.

## Obra
Wolin se hizo famoso en Estados Unidos por la publicación de la obra "Politics and Vision: Continuity and Innovation in Western Political Thought" (Princeton 1960, 2nd Ed. 2004)
Elabora una visión pesimista de la democracia aunque a la vez no ve una alternativa, por lo que propone diversas soluciones que pasan por un continuo juicio a la misma, el protagonismo ciudadano y el establecimiento de nuevos mecanismos participativos de carácter continuado. 

"La presencia de la democracia no queda asegurada porque se rinda deferencia a un principio formal de soberanía popular, sino porque se asegure la educación política continuada. Ni la democracia se alimenta de estipular qué principios razonables de justicia han de quedar establecidos desde el comienzo. La democracia requiere que las experiencias de la justicia y la injusticia sirvan al menos como momentos para pensar, reflexionar y, si puede ser, construirse a sí mismo como actor"

Wolin establece una diferencia entre la democracia participativa y la simple identificación con un sistema de gobierno y sus instituciones. Al teorizar la democracia como un modo de ser que es externo a las instituciones políticas del Estado, su trabajo ha dado aliento a la democracia participativa. Wolin discrepa y recela de la necesidad y el carácter exitoso de una democracia bajo el designio de unas élites. Sus temores futuros quedan reflejados en la obra "Democracia S.A.: democracia dirigida y el fantasma del totalitarismo invertido", en donde alerta de un posible "totalitarismo invertido" y de un tecnofascismo como nuevas formas de totalitarismo, cuyos primeros rasgos identifica ya en el presente. 
Publicó numerosos artículos que cambiaron la ciencia política positivista, y añadió al canon usual (Platón, Hobbes, Locke, Maquiavelo y Rousseau) un número importante de pensadores hasta entonces relegados: Richard Hooker, Hume, Lutero, Calvino, Max Weber, Nietzsche, Marx y Dewey, entre otros.

### Reseñas en castellano
- Fernández-Llebrez, Fernando. "Hobbes y la tradición épica de la teoría política, de Sheldon Wolin"
- Roiz, J. "La teoría política de Sheldon Wolin"